# Aimargues
Aimargues è un comune francese di 5 749 abitanti situato nel dipartimento del Gard, nella regione dell'Occitania.

## Storia

### Simboli
Lo stemma è presente nell'Armorial Général de France del 1696. Il motto latino della città è lo stesso di Parigi.

## Società

### Evoluzione demografica
Abitanti censiti